# Tony Wroten
Tony Wroten Jr. (* 13. April 1993 in Renton, Washington) ist ein US-amerikanischer Basketballspieler, der zuletzt bei den Texas Legends in der G-League unter Vertrag stand.

## College
Wroten spielte ein Jahr für University of Washington. Er erzielte dabei 16,7 Punkte, 5,0 Rebounds und 3,6 Assists und wurde für diese Leistung als erster Huskies-Spieler zum Pac-12 Freshman of the Year ausgezeichnet. Danach meldete er sich, gemeinsam mit seinem Teamkollegen Terrence Ross, zum NBA-Draft an.

## NBA
Beim NBA-Draft 2012 wurde Wroten an 25. Stelle von den Memphis Grizzlies ausgewählt. Wroten spielte eine unauffällige Rookiesaison. Er kam nur zu 35 Einsätzen für die Grizzlies und erzielte dabei 2,6 Punkte pro Spiel. Den größten Teil der Saison spielte Wroten für das Grizzlies Farmteam der Reno Bighorns.
Vor Beginn seiner zweiten Saison wurde Wroten zu den Philadelphia 76ers transferiert. Bei den Sixers erhielt Wroten sofort viel Spielzeit. So verzeichnete er am 13. November 2013, bei seinem ersten Spiel in der Startaufstellung, sein erstes Triple-Double mit 18 Punkten, 10 Rebounds und 11 Assists.
Dies war das erste Mal in der NBA-Geschichte, dass einem Spieler bei seinem ersten Spiel in der Startaufstellung ein Triple-Double gelang. Bei den erfolglosen Sixers entwickelte sich Wroten zu einem wichtigen Spieler und verbesserte in seinem zweiten Jahr auf 13 Punkte im Schnitt. Aufgrund einer schweren Knieverletzung absolvierte er in der Saison 2014–15 nur 30 Saisonspiele und erzielte dabei 16,9 Punkte im Schnitt. Im Dezember 2015 kehrte er wieder von seiner Verletzung zurück. Er  wurde jedoch am 24. Dezember von den Sixers entlassen, um einen Kaderplatz für Ish Smith frei zu machen.

## Sonstiges
Wrotens Cousin Nate Robinson spielt ebenfalls in der NBA.